# Ганглбауэр, Людвиг
Людвиг Ганглбауэр (нем. Ludwig Ganglbauer) — известный австрийский энтомолог, хранитель энтомологических коллекций Венского придворного музея.

## Биография
Работы Ганглбауэра касаются жесткокрылых палеарктической области. Особенно важны: «Die Käfer von Mitteleuropa» (3 т., 1892—99); «Insecta a Cl. G. N. Potanin in China et Mongolia novissime lecta VIII» и многие другие.
В честь него был назван Корнеед Гангльбауэра (Dorcadіon ganglbauerі) — вид жуков-усачей рода корнеедов из подсемейства ламиин.